# 羽出山将
羽出山 将（はつやま しょう、1999年11月5日 - ）は、東京都東村山市出身で、玉ノ井部屋所属の現役大相撲力士。本名同じ。身長193.0cm、体重146kg。最高位は西十両10枚目（2025年1月場所）。 いわゆる「花のイチイチ組」の1人。 好物は白米。趣味は動画鑑賞。

## 来歴
相撲は小学校6年次から地元の立川錬成館で始めた。東村山第四中学校在学中に全国大会に出場。足立新田高校3年次に高校相撲金沢大会で個人優勝の実績を残して東洋大学へ進学し、2年次に全日本選手権と全国学生選手権でベスト8、3年次も全日本選手権でベスト8、4年次は全国学生選手権でベスト16の実績を残した。
大学卒業後は、東洋大学OBの東白龍に誘われて玉ノ井部屋に入門。2020年度全日本選手権ベスト8の実績から三段目最下位（100枚目）格付出での初土俵となった。
2024年9月場所、東幕下16枚目で全勝優勝。11月場所では勝ち越せば関取昇進の可能性がある西幕下筆頭で5勝2敗と勝ち越し、場所後の番付編成会議で翌年1月場所の十両昇進が発表された。東村山市からは黒瀬川國行以来史上2人目の関取(黒瀬川は正確には旧東村山町出身)。元2代栃東の14代玉ノ井の子飼いとしては2人目の関取昇進。
新十両昇進会見では同郷の志村けんを憧れに挙げ、幕内に上がった際にはつてのある志村の兄に志村のデザインされた化粧廻しを作成してほしいと抱負を語った。また、本名やその読みを知って欲しい事から敢えて本名で取り続ける意向。苗字「羽出山」はこの時点で全国でも20人程度しかいないともいわれる希少苗字であるという。

## エピソード
- 新十両昇進を記念して母校の東洋大学から化粧廻しが贈呈された[9]。
- 大学在学中にコロナ禍に見舞われたため、当時を後に「もっと試合に出たかった」と振り返っている[9]。
- 協会公式プロフィールによると、好きな歌手はサンボマスター、趣味は食べ歩き、好物は白米、好きなテレビ番組は『しゃべくり007』、好きな漫画は『NARUTO -ナルト-』[10]。

## 主な成績
2025年7月場所終了現在

### 通算成績
- 通算成績：103勝75敗1休（22場所）

### 場所別成績
| | 一月場所 初場所（東京） | 三月場所 春場所（大阪） | 五月場所 夏場所（東京） | 七月場所 名古屋場所（愛知） | 九月場所 秋場所（東京） | 十一月場所 九州場所（福岡） |
| --- | ----------------------- | ----------------------- | ----------------------- | --------------------------- | ----------------------- | --------------------------- |
| 2022年 （令和4年） | x                       | 三段目付出100枚目 5–2   | 西三段目65枚目 6–1      | 東三段目10枚目 4–2–1        | 東幕下60枚目 4–3        | 西幕下51枚目 5–2            |
| 2023年 （令和5年） | 東幕下33枚目 6–1        | 西幕下11枚目 2–5        | 東幕下25枚目 4–3        | 西幕下19枚目 5–2            | 西幕下9枚目 3–4         | 西幕下13枚目 5–2            |
| 2024年 （令和6年） | 西幕下4枚目 1–6         | 西幕下25枚目 2–5        | 東幕下38枚目 5–2        | 東幕下22枚目 4–3            | 東幕下16枚目 優勝 7–0   | 西幕下筆頭 5–2              |
| 2025年 （令和7年） | 東十両12枚目 6–9        | 東十両13枚目 8–7        | 西十両10枚目 6–9        | 東十両13枚目 10–5           | x                       | x                           |
| 各欄の数字は、「勝ち-負け-休場」を示す。 優勝 引退 休場 十両 幕下 三賞：敢=敢闘賞、殊=殊勲賞、技=技能賞 その他：★=金星 番付階級：幕内 - 十両 - 幕下 - 三段目 - 序二段 - 序ノ口 幕内序列：横綱 - 大関 - 関脇 - 小結 - 前頭（「#数字」は各位内の序列） |                         |                         |                         |                             |                         |                             |

## 改名歴
- 羽出山 将（はつやま しょう）2022年3月場所 -